# Big River (Califórnia)
Big River é uma Região censo-designada localizada no estado americano da Califórnia, no Condado de San Bernardino.

## Demografia
Segundo o censo americano de 2000, a sua população era de 1266 habitantes.

## Geografia
De acordo com o United States Census Bureau tem uma área de 29,7 km², dos quais 28,3 km² cobertos por terra e 1,4 km² cobertos por água.

## Localidades na vizinhança
O diagrama seguinte representa as localidades num raio de 40 km ao redor de Big River. 